# إنجي إيجر
إنجي إيجر (بالألمانية: Inge Egger)‏ هي ممثلة نمساوية، ولدت في 27 أغسطس 1923 بلينتس في النمسا، وتوفيت في 5 سبتمبر 1976 ببرلين في ألمانيا.

## وصلات خارجية
- إنجي إيجر على موقع IMDb (الإنجليزية)
- إنجي إيجر على موقع مونزينجر (الألمانية)
- إنجي إيجر على موقع ألو سيني (الفرنسية)
- إنجي إيجر على موقع أول موفي (الإنجليزية)
- إنجي إيجر على موقع قاعدة بيانات الأفلام السويدية (السويدية)
- إنجي إيجر على موقع قاعدة بيانات الفيلم (الإنجليزية)
- إنجي إيجر على موقع كينوبويسك (الروسية)